# Yoon Kye-sang
Dans ce nom coréen, le nom de famille, Yoon, précède le nom personnel.
Yoon Kye-sang (hangeul : 윤계상) est un acteur et chanteur sud-coréen, né le 20 décembre 1978 à Séoul. Il commence sa carrière en 1999 dans le groupe Boys band K-pop populaire g.o.d (acronyme de Groove Over Dose) ayant eu des succès dans les années 2000 en Corée du Sud et, en 2004, celle du cinéma.

## Filmographie
- 2004 : Flying Boys (발레 교습소) de Byun Young-joo : Kang Min-jae
- 2008 : Lovers of Six Years (6년째 연애중) de Park Hyun-jin : Kim Jae-yeong
- 2008 : Beastie Boys (비스티 보이즈) de Yoon Jong-bin : Kim Seung-woo
- 2009 : The Executioner (집행자) de Choi Jin-ho : Jae-kyeong
- 2010 : Come, Closer (조금만 더 가까이) de Kim Jong-kwan : Hyeon-oh
- 2011 : Poongsan (풍산개) de Juhn Jai-hong : Poong-san
- 2013 : One Perfect Day (사랑의 가위바위보) de Kim Jee-woon : Woon-cheol
- 2014 : Red Carpet (레드카펫) de Park Beom-soo : Park Jeong-woo
- 2015 : Minority Opinion (소수의견) de Kim Sung-je : Yoon Jin-won
- 2015 : Love Guide for Dumpees (극적인 하룻밤)) de Ha Ki-ho : Yoo Jung-hoon
- 2016 : The Bacchus Lady (죽여주는 여자) de Lee Jae-yong : Do-hoon
- 2017 : The Outlaws (범죄도시) de Kang Yoon-sung : Jang Chen
- 2018 : Golden Slumber (골든 슬럼버) de Noh Dong-seok : Moo-yeol
- 2019 : Mal-Mo-E: The Secret Mission (말모이) de Uhm Yoo-na : Ryu Jung-hwan
- 2021 : Spiritwalker (유체이탈자) de Yoon Jae-geun : Kang I-an

### Séries télévisées
- 2001 : Nonstop (논스톱)
- 2004 : My 19 Year Old Sister-in-Law (형수님은 열아홉) : Kang Seung-jae
- 2007 : Crazy for You (사랑에 미치다) : Kim Chae-joon
- 2008 : Who Are You? (누구세요?) : Cha Seung-hyo
- 2009 : Triple (트리플) : Jang Hyun-tae
- 2010 : Road No. 1 (로드 넘버원) : Shin Tae-ho
- 2011 : The Greatest Love (최고의 사랑) : Yoon Pil-joo
- 2011 : High Kick: Revenge of the Short Legged (하이킥! : 짧은 다리의 역습) : Yoon Kye-sang
- 2013 : Potato Star 2013QR3 (감자별 2013QR3) : Kye-sang (2 épisodes)
- 2014 : Beyond the Clouds (태양은 가득히) : Jung Se-ro / Lee Eun-soo
- 2015 : Last (라스트) : Jang Tae-ho
- 2016 : The Good Wife (굿 와이프) : Seo Joong-won

## Distinctions

### Récompenses
- Baeksang Arts Awards 2005 : Meilleur acteur pour Flying Boys (발레 교습소)
- Andre Kim Best Star Awards 2007 : Meilleure performance masculine
- MBC Entertainment Awards 2011 : Prix d’excellence pour High Kick: Revenge of the Short Legged (하이킥! : 짧은 다리의 역습)
- Korea Film Actors Association Awards 2017 : Célébrité populaire pour The Outlaws (범죄도시)
- KOFRA Film Awards 2018 : Découverte de l’année pour The Outlaws (범죄도시)
- Jecheon International Music & Film Festival 2018 : « JIMFF Star Award » pour The Outlaws (범죄도시)

### Nominations
- SBS Drama Awards 2004 : Meilleur acteur dans la série télévisée My 19 Year Old Sister-in-Law (형수님은 열아홉)
- Blue Dragon Film Awards 2005 : Meilleur acteur dans Flying Boys (발레 교습소)
- Korean Film Awards 2005 : Meilleur acteur dans Flying Boys (발레 교습소)
- SBS Drama Awards 2007 : Prix d’excellence pour Crazy for You
- Grand Bell Awards 2011 : Meilleur acteur dans Poongsan (풍산개)
- Blue Dragon Film Awards 2011 : Meilleur acteur dans Poongsan (풍산개)
- MBC Drama Awards 2011 : Meilleur acteur dans The Greatest Love (최고의 사랑)